# August Amthor

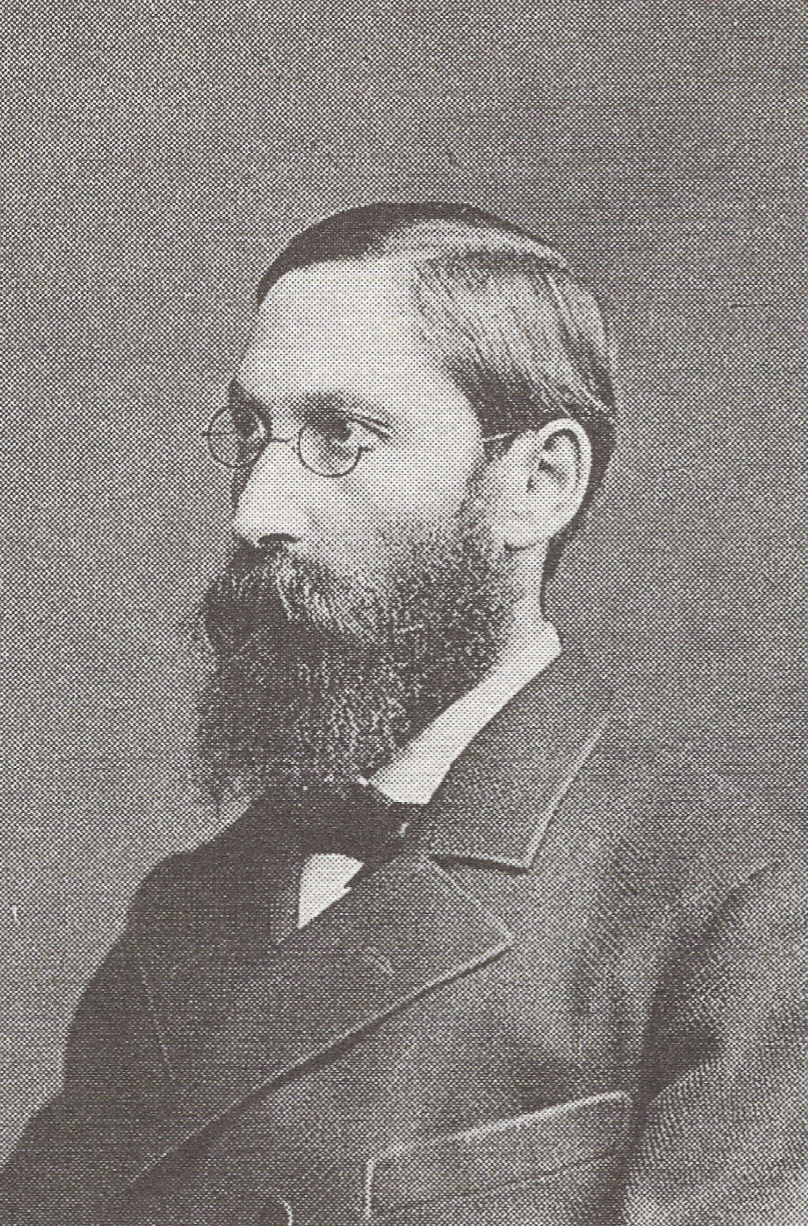
August Amthor, 1870/85

Carl Ernst August Amthor (* 20. Oktober 1845 in Gotha; † August 1916 in Hannover) war ein deutscher Mathematiker, Astronom und Gymnasiallehrer.

## Leben
Nach Schulbesuch des Gymnasiums Ernestinum in Gotha bis Ostern 1864 studierte er Mathematik und Astronomie an der Universität Leipzig. Dort promovierte er 1868 zum Dr. phil. Das Thema seiner Dissertation lautete Ueber die Bewegung eines Körpers auf einer krummen Fläche, mit Rücksicht auf gleitende Reibung. Ab 1. Juni 1869 war Amthor dritter Lehrer der Mathematik und Naturwissenschaft an der Kreuzschule zu Dresden, wo er bis zum Gymnasialoberlehrer aufstieg und den Professortitel erhielt. 
1880 fand er als erster eine näherungsweise Lösung für das Rinderproblem des Archimedes.
Er war Mitglied der Naturwissenschaftlichen Gesellschaft Isis in Dresden und zuletzt Mathematiker der Deutschen Militärdienst- und Lebensversicherungsanstalt in Hannover.

## Schriften (Auswahl)
- Ueber die Bewegung eines Körpers auf einer krummen Fläche, mit Rücksicht auf gleitende Reibung. Teubner, Leipzig 1873.
- Über einige Arten der Aussteuerversicherung, insbesondere die Militärdienstversicherung. Dresden 1882.
- Theorie des Fessel’schen Rotationsapparats mit Rücksicht auf die Bewegung der Erde.